# Descendimiento de la cruz (Rembrandt)
El Descendimiento de la cruz es un cuadro del pintor neerlandés Rembrandt. Fue ejecutado en 1633. Se trata de una pintura al óleo sobre tabla, que mide 89,4 centímetros de alto y 65,2 cm de ancho. Se conserva en la Alte Pinakothek de Múnich (Alemania).
Forma parte de un ciclo de siete obras sobre la Pasión realizadas a petición de Federico Enrique de Orange, gobernador de los Países Bajos.
Rembrandt utiliza el claroscuro para subrayar lo humano del sufrimiento y el carácter detestable de la muerte. Resalta la mortecina claridad de la sábana mortuoria y de la pálida piel de Cristo.
Rembrandt debió conocer la obra que sobre el mismo tema había pintado Rubens para la catedral de Amberes veinte años antes. La comparación entre ambas obras permite comprender la particularidad de Rembrandt al optar no tanto por una representación de lo divino y sobrenatural, sino de lo terreno y realista.